# Shangluo
Die Stadt Shangluo (商洛市,  Shāngluò Shì) ist eine bezirksfreie Stadt im Südosten der chinesischen Provinz Shaanxi. Sie hat eine Fläche von 19.587 Quadratkilometern und zählt 2.041.231 Einwohner (Stand: Zensus 2020). Regierungssitz ist das Straßenviertel Shangzhou (商州区).
Auf dem Gebiet Shangluos befinden sich die Donglongshan-Stätte (东龙山遗址, Dōnglóngshān yízhǐ) aus der Xia-Dynastie, die Zijing-Stätte (紫荆遗址, Zǐjīng yízhǐ) aus dem Neolithikum und der Zeit der Westlichen Zhou-Dynastie, und die Felsengräber von Shangluo (商洛崖墓群, Shāngluò yámùqún) aus der Zeit der Han- und Qing-Dynastie, die auf der Liste der Denkmäler der Volksrepublik China stehen.

## Administrative Gliederung
Auf Kreisebene setzt sich die bezirksfreie Stadt Shangluo aus einem Stadtbezirk und sechs Kreisen zusammen. Diese sind (Stand: Zensus 2020):
- Stadtbezirk Shangzhou – 商州区 Shāngzhōu Qū, 2.645 km², 472.978 Einwohner;
- Kreis Luonan – 洛南县 Luònán Xiàn, 2.834 km², 365.736 Einwohner;
- Kreis Danfeng – 丹凤县 Dānfèng Xiàn, 2.409 km², 247.259 Einwohner;
- Kreis Shangnan – 商南县 Shāngnán Xiàn, 2.299 km², 203.796 Einwohner;
- Kreis Shanyang – 山阳县 Shānyáng Xiàn, 3.531 km², 359.967 Einwohner;
- Kreis Zhen’an – 镇安县 Zhèn'ān Xiàn, 3.481 km², 253.786 Einwohner;
- Kreis Zhashui – 柞水县 Zhàshuǐ Xiàn, 2.363 km², 137.709 Einwohner.